# Strübbel
Strübbel là một đô thị thuộc huyện Dithmarschen, trong bang Schleswig-Holstein, nước Đức. Đô thị Strübbel có diện tích 4,4 km², dân số thời điểm 31 tháng 12 năm 2006 là 99 người.